# Championnat des Maldives de football 2023
 (décembre 2024).
Navigation
Saison précédente Saison suivante
La saison 2023 du Championnat des Maldives de football est la soixante-et-onzième édition du championnat national aux Maldives.
C’est le club de Maziya SRC, qui est sacré cette saison après avoir terminé en tête du classement final. Il s'agit du cinquième titre de champion des Maldives de l'histoire du club.

## Compétition
Le barème de points servant à établir le classement se décompose ainsi :
- Victoire : 3 points
- Match nul : 1 point
- Défaite : 0 point

### Classement
| Rang | Équipe              | Pts | J  | G  | N | P  | Bp | Bc | Diff |
| ---- | ------------------- | --- | -- | -- | - | -- | -- | -- | ---- |
| 1    | Maziya SRC T        | 40  | 14 | 13 | 1 | 0  | 56 | 4  | +52  |
| 2    | Club Eagles         | 35  | 14 | 11 | 2 | 1  | 57 | 17 | +40  |
| 3    | Super United Sports | 30  | 14 | 10 | 0 | 4  | 35 | 21 | +14  |
| 4    | TC Sports Club      | 22  | 14 | 7  | 1 | 6  | 21 | 24 | -3   |
| 5    | Buru Sports Club    | 18  | 14 | 6  | 0 | 8  | 18 | 26 | -8   |
| 6    | United Victory      | 12  | 14 | 4  | 0 | 10 | 15 | 49 | -34  |
| 7    | Club Green Streets  | 5   | 14 | 1  | 2 | 11 | 8  | 43 | -35  |
| 8    | Club Valencia       | 2   | 14 | 0  | 2 | 12 | 4  | 30 | -26  |

|  | Qualification pour la Challenge League de l'AFC 2024-2025 |
|  | T : Tenant du titre                                       |

## Bilan de la saison
| Championnat des Maldives de football 2023 |                       |
| Champion                                  | Maziya SRC (5e titre) |
| Qualifications continentales              |                       |
| Challenge League de l'AFC 2024-2025       | Maziya SRC            |
| Promotions et relégations                 |                       |
| Promus en Dhivehi League                  |                       |
| Relégués                                  |                       |